# MTV Video Music Awards 2013
Trzydziesta gala MTV Video Music Awards odbyła się 25 sierpnia 2013 w hali Barclays Center w Nowym Jorku i została wyemitowana na żywo przez MTV. Po raz pierwszy statuetki za najlepsze teledyski w minionym roku zostały wręczone na Brooklynie. Najwięcej nominacji, bo aż siedem, otrzymał Justin Timberlake, zaś na drugim miejscu plasują się Macklemore i Ryan Lewis z sześcioma.

## Gala
| \| Wykonawcy \| Piosenki \| \| Przed właściwym show \| Przed właściwym show \| \| -------------------------------------------------- \| ---------------------------------------------------------------------------------------------------------------------------------------------------------------------------------------------- \| \| Austin Mahone \| "What About Love" \| \| Ariana Grande \| "The Way" "Baby I" \| \| Właściwe show \| \| \| Lady Gaga \| "Applause" \| \| Miley Cyrus Robin Thicke 2 Chainz Kendrick Lamar \| "We Can’t Stop" (Cyrus) "Blurred Lines" (Thicke i Cyrus) "Give It 2 U" (Thicke, 2 Chainz i Lamar) \| \| Kanye West \| "Blood on the Leaves" \| \| Justin Timberlake \| "Take Back the Night" "SexyBack" Like I Love You" My Love" Cry Me a River" Señorita" Rock Your Body" "Gone" (z *NSYNC) "Girlfriend" (z N Sync) "Bye Bye Bye" (z N Sync) "Suit & Tie" "Mirrors" \| \| Macklemore Ryan Lewis Mary Lambert Jennifer Hudson \| "Same Love" \| \| Drake \| "Hold On, We're Going Home" "Started from the Bottom" \| \| Bruno Mars \| "Gorilla" \| \| Katy Perry \| "Roar" (z Empire-Fulton Ferry Park przy Brooklyn Bridge) \| DJ podczas przerw reklamowych - DJ Cassidy | - One Direction – wręczenie nagrody w kategorii najlepszy teledysk popowy - Shailene Woodley i Vanessa Bayer (jako Miley Cyrus) – zapowiedź występu Miley Cyrus i Robina Thicke - Iggy Azalea i Lil’ Kim – wręczenie nagrody w kategorii najlepszy teledysk hip-hopowy - Kevin Hart – przemowa - Jared Leto – zapowiedź występu Kanye Westa - Daft Punk, Nile Rodgers i Pharrell Williams – wręczenie nagrody w kategorii najlepszy teledysk żeński - Ed Sheeran – wręczenie nagrody w kategorii najlepszy teledysk z przekazem - Jimmy Fallon – wręczenie nagrody w kategorii Video Vanguard Award - Vampire Weekend – wręczenie nagrody w kategorii najlepsza piosenka wakacji - A$AP Rocky i Jason Collins – zapowiedź występu Macklemore, Ryana Lewisa, Mary Lambert i Jennifer Hudson - Emeli Sandé i Adam Lambert – wręczenie nagrody w kategorii najlepszy debiut - TLC (T-Boz i Chilli) – zapowiedź występu Drake’a - Taylor Swift – wręczenie nagrody w kategorii najlepszy teledysk męski - Selena Gomez – zapowiedź występu Bruno Marsa - Joseph Gordon-Levitt – wręczenie nagrody w kategorii teledysk roku - Allison Williams – zapowiedź występu Katy Perry |
| Wykonawcy | Piosenki |
| Przed właściwym show | |
| Austin Mahone | "What About Love" |
| Ariana Grande | "The Way" "Baby I" |
| Właściwe show | |
| Lady Gaga | "Applause" |
| Miley Cyrus Robin Thicke 2 Chainz Kendrick Lamar | "We Can’t Stop" (Cyrus) "Blurred Lines" (Thicke i Cyrus) "Give It 2 U" (Thicke, 2 Chainz i Lamar) |
| Kanye West | "Blood on the Leaves" |
| Justin Timberlake | "Take Back the Night" "SexyBack" Like I Love You" My Love" Cry Me a River" Señorita" Rock Your Body" "Gone" (z *NSYNC) "Girlfriend" (z N Sync) "Bye Bye Bye" (z N Sync) "Suit & Tie" "Mirrors" |
| Macklemore Ryan Lewis Mary Lambert Jennifer Hudson | "Same Love" |
| Drake | "Hold On, We're Going Home" "Started from the Bottom" |
| Bruno Mars | "Gorilla" |
| Katy Perry | "Roar" (z Empire-Fulton Ferry Park przy Brooklyn Bridge) |

## Zwycięzcy i nominowani
Nominacje ogłoszono 17 lipca 2013. Zwycięzcy zostali ogłoszeni 25 sierpnia 2013 podczas gali i poza nią.
| Teledysk roku | Najlepszy debiut |
| --- | --- |
| - Justin Timberlake – "Mirrors" - Macklemore i Ryan Lewis (feat. Wanz) – "Thrift Shop" - Bruno Mars – "Locked Out of Heaven" - Taylor Swift – "I Knew You Were Trouble" - Robin Thicke (feat. T.I. i Pharrell) – "Blurred Lines" | - Austin Mahone – "What About Love" - Iggy Azalea – "Work" - Twenty One Pilots – "Holding on to You" - The Weeknd – "Wicked Games" - Zedd (feat. Foxes) – "Clarity" |
| Najlepszy teledysk żeński | Najlepszy teledysk męski |
| - Taylor Swift – "I Knew You Were Trouble" - Miley Cyrus – "We Can’t Stop" - Demi Lovato – "Heart Attack" - Pink (feat. Nate Ruess) – "Just Give Me a Reason" - Rihanna (feat. Mikky Ekko) – "Stay" | - Bruno Mars – "Locked Out of Heaven" - Kendrick Lamar – "Swimming Pools (Drank)" - Ed Sheeran – "Lego House" - Robin Thicke (feat. T.I. i Pharrell) – "Blurred Lines" - Justin Timberlake – "Mirrors" |
| Najlepszy teledysk popowy | Najlepszy teledysk rockowy |
| - Selena Gomez – "Come & Get It" - Miley Cyrus – "We Can’t Stop" - fun. – "Carry On" - Bruno Mars – "Locked Out of Heaven" - Justin Timberlake – "Mirrors" | - 30 Seconds to Mars – "Up in the Air" - Fall Out Boy – "My Songs Know What You Did in the Dark (Light Em Up)" - Imagine Dragons – "Radioactive" - Mumford & Sons – "I Will Wait" - Vampire Weekend – "Diane Young" |
| Najlepszy teledysk hip-hopowy | Najlepsza współpraca |
| - Macklemore i Ryan Lewis (feat. Ray Dalton) – "Can’t Hold Us" - A$AP Rocky (feat. 2 Chainz, Drake i Kendrick Lamar) – "Fuckin' Problems" - J. Cole (feat. Miguel) – "Power Trip" - Drake – "Started from the Bottom" - Kendrick Lamar – "Swimming Pools (Drank)" | - Pink (feat. Nate Ruess) – "Just Give Me a Reason" - Calvin Harris (feat. Ellie Goulding) – "I Need Your- Love" - Pitbull (feat. Christina Aguilera) – "Feel This Moment" - Robin Thicke (feat. T.I. i Pharrell) – "Blurred Lines" - Justin Timberlake (feat. Jay-Z) – "Suit & Tie"                                               |
| Najlepszy teledysk z przekazem | Najlepsza piosenka wakacji |
| - Macklemore i Ryan Lewis (feat. Mary Lambert) – "Same Love" - Beyoncé – "I Was Here" - Kelly Clarkson – "People Like Us" - Miguel – "Ciles in the Sun" - Snoop Lion (feat. Drake i Cori B.) – "No Guns Allowed" | - One Direction – "Best Song Ever" - Miley Cyrus – "We Can’t Stop" - Daft Punk (feat. Pharrell Williams) – "Get Lucky" - Selena Gomez – "Come & Get It" - Calvin Harris (feat. Ellie Goulding) – "I Need Your Love" - Robin Thicke (feat. T.I. i Pharrell) – "Blurred Lines"                                                       |
| Michael Jackson Video Vanguard Award | Najlepszy wykonawca latynoski |
| - Justin Timberlake | - Daddy Yankee - Don Omar - Jesse & Joy - Pitbull - Alejiro Sanz |
| Kategorie profesjonalne (w nawiasie podano nominowanego/nominowanych za daną profesję) | |
| Najlepsza reżyseria | Najlepsza choreografia |
| - Justin Timberlake (feat. Jay-Z) – "Suit & Tie" (David Fincher) - Drake – "Started from the Bottom" (Director X i Drake) - fun. – "Carry On" (Anthony Miler) - Macklemore i Ryan Lewis (feat. Ray Dalton) – "Can’t Hold Us" (Ryan Lewis, Jason Koenig i Jon Jon Augustavo) - Yeah Yeah Yeahs – "Sacrilege" (Megaforce)                                                                           | - Bruno Mars – "Treasure" (Bruno Mars) - Chris Brown – "Fine China" (Richmond Talauega, Anthony Talauega i Anwar "Flii" Burton) - Ciara – "Body Party" (Jamaica Craft) - Jennifer Lopez (feat. Pitbull) – "Live It Up" (J.R. Taylor i Beau Smart) - will.i.am (feat. Justin Bieber) – "#thatPOWER" (Fatima Robinson i Ryo Noguchi) |
| Najlepsze efekty specjalne | Najlepsza dyrekcja artystyczna |
| - Capital Cities – "Safe and Sound" (Grady Hall, Jonathan Wu i Derek Johnson) - Duck Sauce – "It's You" (Royal Post / Paris) - Flying Lotus – "Tiny Tortures" (Dustin Bowser) - Skrillex (feat. The Doors) – "Breakn' a Sweat" (Bonnie Brae, BEMO, Jeff Dotson i Erik Lee) - The Weeknd – "Wicked Games" (Drop i Abel)                                                                            | - Janelle Monáe (feat. Erykah Badu) – "Q.U.E.E.N." (Veronica Logsdon) - 30 Seconds to Mars – "Up in the Air" (Floyd Albee) - Alt-J – "Tessellate" (Charlie Lambros) - Capital Cities – "Safe and Sound" (Teri Whittaker) - Lana Del Rey – "National Anthem" (Lou Asaro)                                                            |
| Najlepszy montaż | Najlepsza kinematografia |
| - Justin Timberlake – "Mirrors" (Jarrett Fijal i Bonch LA) - Miley Cyrus – "We Can’t Stop" (Paul Martinez i Nick Rondeau) - Calvin Harris (feat. Florence Welch) – "Sweet Nothing" (Vincent Haycock i Ross Hallard) - Macklemore i Ryan Lewis (feat. Ray Dalton) – "Can’t Hold Us" (Ryan Lewis i Jason Koenig) - Pink (feat. Nate Ruess) – "Just Give Me a Reason" (Jackie London at Sunset Edit) | - Macklemore i Ryan Lewis (feat. Ray Dalton) – "Can’t Hold Us" (Jason Koenig, Ryan Lewis i Mego Lin) - 30 Seconds to Mars – "Up in the Air" (David Devlin) - A-Trak i Tommy Trash – "Tuna Melt" (TS Pfeffer i Robert McHugh) - Lana Del Rey – "Ride" (Malik Sayeed) - Yeah Yeah Yeahs – "Sacrilege" (Alexis Zabe)                  |

### Statystyki
| Najwięcej nagród: - 4: Justin Timberlake - 3: Macklemore, Ryan Lewis - 2: Ray Dalton, Bruno Mars | Najwięcej nominacji: - 7: Justin Timberlake - 6: Macklemore, Ryan Lewis - 5: Pharrell Williams - 4: Miley Cyrus, Bruno Mars, Robin Thicke, T.I. |